# Pietro Ottoboni
Pietro Ottoboni (Velence, 1667. július 2. – Róma, 1740. február 28.) olasz bíboros, mecénás és librettista. Őt tartják az utolsó bíborosi nepotistának.

## Életpályája
Pietro Ottoboni az azonos nevű bíboros dédunokaöccse volt, akit 1689-ben VIII. Sándor pápává választottak. Átfogó nevelésben részesült, ami felébresztette Ottoboni érdeklődését az irodalom, a művészet és a zene iránt. Nagybátyja 22 éves korában bíborossá nevezte ki.
Az egyház szolgálatában vállalt számos feladata mellett (többek között 1689 bíboros diakónus, majd 1724-ben a damasói San Lorenzo templom bíboros papja, majd 1724-ben diakónussá és pappá szentelték, 1702-től a Santa Maria Maggiore pátriárkai bazilika főpapja, 1730-tól a San Giovanni in Laterano érseki bazilika főpapja, majd a szabinai (1725) - ezt követte püspökké szentelése -, majd a frascati (1730) szuburbinárius egyházmegye bíboros püspöke, Porto-Santa Rufina (1734), végül Ostia és Velletri (1738), valamint a pápai állam főfelügyelője, a Szent Egyház alkancellárja, 1726-tól a Római és Általános Inkvizíció Legfelsőbb Kongregációjának titkára, végül 1738-tól a bíborosi kollégium dékánja), Ottoboni különösen az irodalom, a zene és a művészet pártfogójaként, könyv-, festmény- és érmegyűjtőként, valamint librettistaként szerzett nevet magának. Mecénásként támogatta a két festőművészt, Francesco Trevisanit és Sebastiano Concát, és háza kápolnájában felléptek Róma legjelentősebb zenészei, köztük Arcangelo Corelli, Bernardo Pasquini, Giovanni Porta, Alessandro Scarlatti és Domenico Scarlatti, valamint Georg Friedrich Händel. Legalább hat librettóját Alessandro Scarlatti zenésítette meg; a bemutatókra általában Ottoboni saját színházában, a Palazzo della Cancelleriában került sor.
Az Il Colombo ovvero l'India scoperta című opera, amelyhez Ottoboni (legalábbis) a librettót írta, és amelyet 1691 januárjában a római Teatro Tor di Nona színházban egy extravagáns produkcióban mutatott be, szörnyű kudarcot vallott, a kritikák és számos "pasquinade" áldozata lett, csak a híres kasztrált Cortona kapott elismerést, és hogy a helyzetet tovább súlyosbítsa, kitört a pestis, és az összes énekesnek néhány előadás után el kellett hagynia Rómát.
Ottoboniról különböző szerzők, köztük Montesquieu azt híresztelték, hogy erkölcstelen életmódot folytatott, számos szeretővel és törvénytelen gyermekekkel. Amikor 1740-ben meghalt, Charles de Brosses így jellemezte őt: "modor nélkül, hitel nélkül, züllött, romlott, a művészetek szerelmese, nagy zenész" ("Sans mœurs, sans crédit, débauché, ruiné, amateur des arts, grand musicien").

## Librettók (válogatás)
- Statira (1690), Alessandro Scarlatti megzenésítette.
- Colombo ossia L'India scoperta (1691/92), valószínűleg maga Ottoboni zenésítette meg.
- Cantata dell'Assunta (1694), Alessandro Scarlatti megzenésítésében.
- Giuditta (vittoriosa) (oratórium, 1695), Alessandro Scarlatti megzenésítésével.
- La pastorella (bábszínház, 1705), Alessandro Scarlatti megzenésítésével.
- San Filippo Neri (oratórium, 1705), Alessandro Scarlatti megzenésített műve.
- Il trionfo della Castità (1705), Antonio Caldara megzenésített műve.
- Il trionfo della Vergine SS. (oratórium, 1706), Alessandro Scarlatti megzenésítésével.
- Il martirio di Santa Cecilia (oratórium, 1708), Alessandro Scarlatti megzenésített műve.

## Fordítás
- Ez a szócikk részben vagy egészben  a   Pietro Ottoboni (Kardinal) című német Wikipédia-szócikk fordításán alapul.  Az eredeti cikk szerkesztőit annak laptörténete sorolja fel. Ez a jelzés csupán a megfogalmazás eredetét és a szerzői jogokat jelzi, nem szolgál a cikkben szereplő információk forrásmegjelöléseként.